# Głobie
Głobie (deutsch Glubenstein) war ein Ort in der polnischen Woiwodschaft Ermland-Masuren. Seine Ortsstelle liegt im Gebiet der Gmina Kętrzyn (Landgemeinde Rastenburg) im Powiat Kętrzyński (Kreis Rastenburg).

## Geographische Lage
Die Ortsstelle von Głobie liegt auf der westlichen Seite des Flüsschens Guber in der nördlichen Woiwodschaft Ermland-Masuren, sieben Kilometer südöstlich der Stadt Kętrzyn (deutsch Rastenburg).

## Geschichte
Das bis um 1785 Glugenstein genannte Gut mit seinem späteren großen Gutspark wurde 1785 als adliges Gut mit 23 Feuerstellen erwähnt. 1820 war es ein adliges Vorwerk mit fünf Feuerstellen bei 65 Einwohnern.
Im Jahre 1874 wurde Glubenstein in den neu errichteten Amtsbezirk Weischnuren (polnisch Wajsznory) im ostpreußischen Kreis Rastenburg eingegliedert.
Im Jahre 1885 zählte Glubenstein 115 Einwohner, im Jahre 1910 waren es noch 69.
Am 30. September 1928 gab der Gutsbezirk Glubenstein seine Eigenständigkeit auf: er schloss sich mit der Landgemeinde Weischnuren und dem Gutsbezirk Weischnuren sowie dem Gutsbezirk Queden (polnisch Kwiedzina) aus dem Amtsbezirk Pohiebels (polnisch Pożarki) zur neuen Landgemeinde Weischnuren zusammen.
Als 1945 in Kriegsfolge das gesamte südliche Ostpreußen zu Polen kam, erhielt Glubenstein die polnische Namensform „Głobie“. Der Ort wurde nach 1945 wohl gar nicht mehr besiedelt, er ist heute verlassen und auch ohne jegliches Gebäude. Seine Ortsstelle, die kaum noch erkennbar ist, liegt im Bereich der Landgemeinde Kętrzyn (Rastenburg) im Powiat Kętrzyński (Kreis Rastenburg) innerhalb der Woiwodschaft Ermland-Masuren.

## Kirche
Bis 1945 war Glubenstein in die evangelische Pfarrkirche Rastenburg in der Kirchenprovinz Ostpreußen der Kirche der Altpreußischen Union, außerdem in die römisch-katholische St.-Katharinen-Kirche Rastenburg im Bistum Ermland eingepfarrt.

## Verkehr
Zur Ortsstelle von Głobie führt eine Nebenstraße, die bei Kwiedzina (Queden) von der polnischen Woiwodschaftsstraße 592, der einstigen deutschen Reichsstraße 135, in westlicher Richtung abzweigt.

## Persönlichkeiten
- Johann Albrecht von Bülow (1708–1776), preußischer General der Infanterie, Gouverneur der Zitadelle Spandau bei Berlin
- Christoph Karl von Bülow (1716–1788), preußischer General der Kavallerie